# 281067 Barmby
281067 Barmby è un asteroide della fascia principale. Scoperto nel 2006, presenta un'orbita caratterizzata da un semiasse maggiore pari a 3,1544920 au e da un'eccentricità di 0,1441505, inclinata di 26,76278° rispetto all'eclittica.